# Pac-Man: Adventures in Time
Pac-Man: Adventures in Time est un jeu vidéo de labyrinthe développé par Creative Asylum et Minds Eye Productions, édité par Hasbro Interactive, sorti en 2000 sur Windows.

## Système de jeu
Le jeu reprends le système du jeu Pac-Man original, avec plusieurs changements, comme la capacité pour le personnage principal de sauter pour éviter les ennemis, de nager ou encore d'utiliser des véhicules ou de chevaucher des animaux. Les niveaux intègrent désormais des variations de hauteur ; pour changer de niveau le personnage peut utiliser des ascenseurs ou courir dans des pentes, ce qui change sa vitesse de déplacement.
Le jeu dispose également de trois modes multijoueur.

## Accueil
Le jeu reçoit un accueil généralement favorable d'après l'agrégateur de critiques Metacritic. Pour Giancarlo Varanini de GameSpot, le jeu parvient à garder le sens du jeu original dans un univers en trois dimensions. Kevin Rice du Daily Radar loue les graphismes du jeu et son côté old school.